# Nikola Ivanović
Nikola Ivanović (em sérvio:  Никола Ивановић) (Podgorica, 19 de fevereiro de 1994) é um basquetebolista profissional montenegrino que atualmente joga pelo Budućnost VOLI Podgorica pela Erste Liga, EuroCopa e ABA Liga. O atleta possui 1,90m de estatura e pesa 85kg, atuando na posição armador.

## Estatísticas

### EuroCopa
| Ano      | Equipe    | PJ | PT  | AP   | 3P   | LL   | RT | AS | BR | TO |
| -------- | --------- | -- | --- | ---- | ---- | ---- | -- | -- | -- | -- |
| 2011-12  | Budućnost | 14 | 86  | 35,1 | 26.3 | 81.1 | 23 | 28 | 12 | 1  |
| 2012-13  | Budućnost | 14 | 82  | 38.9 | 26.3 | 77.4 | 18 | 14 | 18 | 0  |
| 2013-14  | Budućnost | 9  | 60  | 35.7 | 36.4 | 72.7 | 8  | 22 | 8  | 1  |
| 2014-15  | Budućnost | 8  | 30  | 50   | 27.3 | 68.8 | 7  | 18 | 7  | 0  |
| 2017-18  | Budućnost | 2  | 34  | 66.7 | 54.5 | 80   | 4  | 2  | 4  | 0  |
| Carreira | totais    | 47 | 292 | 39.3 | 30.8 | 76.7 | 60 | 84 | 30 | 2  |